# Kuchta
Kuchta (russ.: Кухта, engl.: Kukhta) ist ein slawischer Familienname. Nach Boris Ottokar Unbegaun ist der Name belarussischer Abstammung und bedeutet Koch. Nach anderen Quellen könnte der Name sibirischer Abstammung sein und bedeutet Raufrost.

## Namensträger
- Gerrit Kuchta (* 1986), deutscher Schauspieler
- Gladys Kuchta (1915–1998), US-amerikanische Sängerin
- Jan Kuchta (* 1997), tschechischer Fußballspieler
- Oleg Walerjewitsch Kuchta (* 1970), russischer Sänger und Schauspieler
- Rafał Kuchta (* 1980), polnischer Nordischer Kombinierer
- Rainer Kuchta (* 1943), polnischer Fußballspieler
- Tatjana Kuchta (* 1990), belarussische Ruderin
- Zygfryd Kuchta (* 1944), polnischer Handballspieler und -trainer